# Лесное озеро (фильм)
«Лесное озеро»  (варианты перевода названия: "Озеро любви") ориг.: Lake Consequence— американский кинофильм.

## Сюжет
Жизнь Ирен, тридцатилетней домохозяйки с успешным мужем и сыном, резко меняется, когда она встречает садовника Билли и влюбляется. Когда муж и сын уезжают на рыбалку, Ирен отправляется на поиски садовника и заходит в его домик-автоприцеп. Машина трогается, запертая в прицепе Ирен в растерянности засыпает. Не зная, что в автомобиле кто-то есть, Билли со своей подругой Грейс уезжают на Лесное озеро (озеро Consequence).
Проснувшись, Ирен никого не находит и спускается на берег озера. Внезапно Грейс появляется из воды и пугает Ирен. Понемногу все трое знакомятся, начинается любовная интрига на троих.
Билли и Грейс приглашают Ирен в соседний городок на празднование китайского нового года. Во время приключений они помогают освободить угнетённые сексуальные чувства, которые Ирен долго подавляла в себе.

## В ролях
- Билли Зейн — Билли
- Джоэн Северэнс — Ирен
- Мэй Каразан — Грейс
- Вип Хабли — Джим
- Кортланд Мед — Кристофер
- Дэн Рид — Жао
- Аллан Граф — отец Ирен
- Кристи Аллен — Ирен в детстве